# Reiterschale aus Kertsch

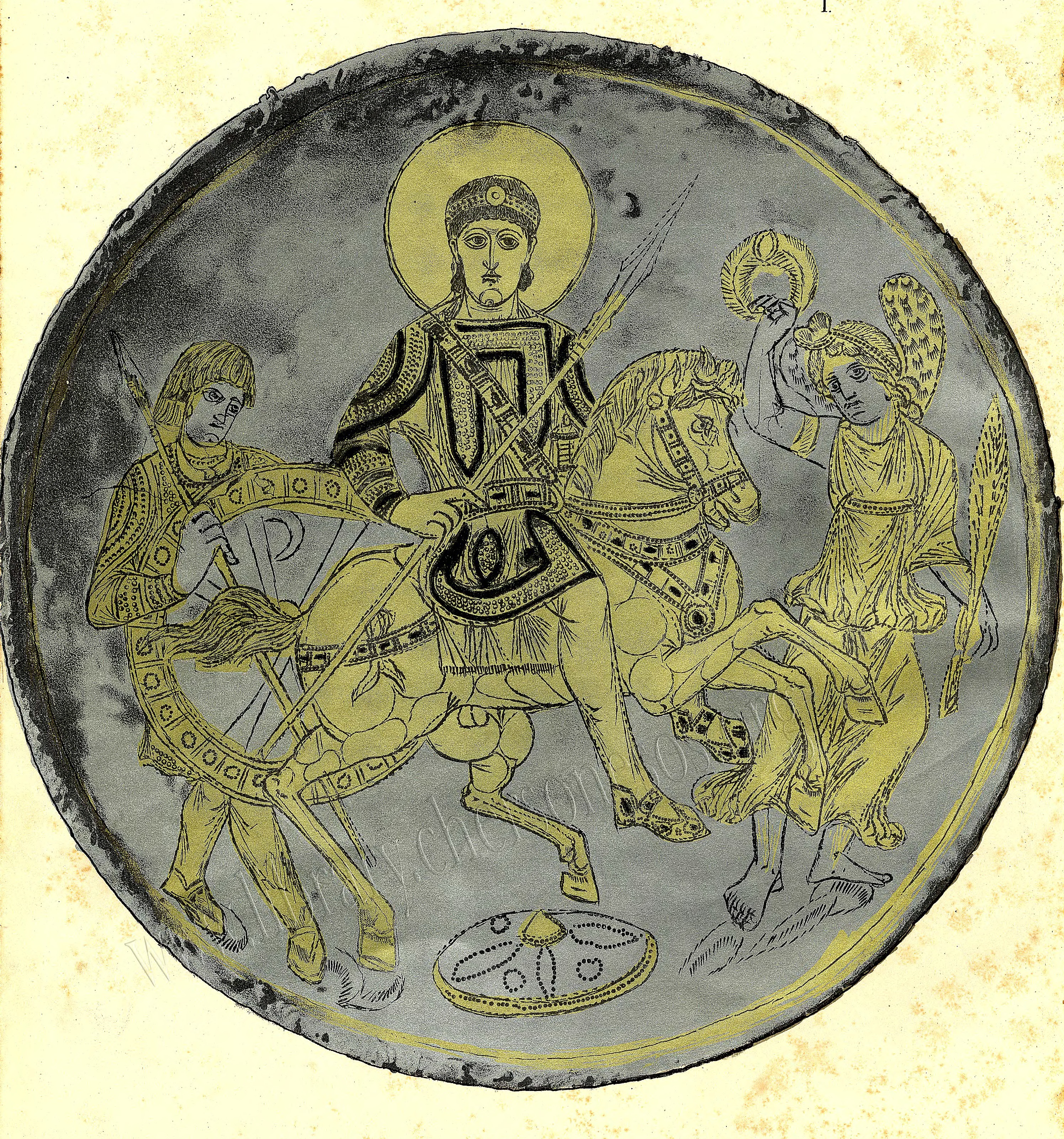
Silberschale aus Kertsch, Lithographie von de Castelli, 1892

Die Reiterschale aus Kertsch ist eine gravierte, niellierte und mit Vergoldung versehene Schale aus Silber, die 1891 in der Nähe von Kertsch auf der Halbinsel Krim gefunden wurde. Sie zeigt einen byzantinischen Kaiser als Triumphator zu Pferde.
Ursprünglich wurde der Kaiser für  Justinian I. gehalten, heute ist allgemein anerkannt, dass es sich um Constantius II. handelt. Die Schale befindet sich in der Eremitage in Sankt Petersburg.

## Fund- und Forschungsgeschichte
Im Januar 1891 wurde in der Nähe von Kertsch, am Nordosthang des Stadthügels Mithridates, zufällig eine alte Katakombe entdeckt. Obwohl der Fundort Anzeichen von Plünderungen erkennen ließ, wurden in der Katakombe einige bedeutende archäologische Funde gemacht. Der Vorsitzende der Russischen Kaiserlichen Archäologischen Kommission, Graf Alexei Bobrinski, untersuchte im Juli 1891 die Fundstätte. 1892 erschien eine von der Kaiserlichen Archäologischen Kommission herausgegebene Studie von Josef Strzygowski von der Universität Graz und Nikolai Pokrowski von der Geistlichen Akademie Sankt Petersburg über die Funde, unter denen die Silberschale herausragte.

## Beschreibung
Die Kertscher Reiterschale hat einen Durchmesser von 24,8 cm und ein Gewicht von ca. 660 Gramm. Sie zeigt auf der konkaven Innenseite in der Mitte einem galoppierenden Reiter, begleitet links von einem Soldaten oder Leibwächter und rechts von Victoria. Der Oberkörper und das volle, lange Gesicht des Reiters sind dem Betrachter zugewandt, er hat große Augen, eine lange Nase und ein ausgeprägtes Kinn. Der Kaiser trägt einen engärmeligen, kurzen, gegürteten und prächtig verzierten Waffenrock persischer Herkunft, enganliegende Beinkleider und mit Edelsteinen besetzte Schuhe. Als Herrscher ist er durch einen Nimbus, sowie durch ein, mittig mit einem Edelstein besetztes Diadem ausgewiesen.  In seiner rechten Hand hält er eine Lanze, über der rechten Schulter trägt er einen Gurt, an dem ein Schwert hängt. Sein Gürtel, die Schärpe und das Zaumzeug seines Pferdes sind ebenfalls mit Edelsteinen verziert.
Die Siegesgöttin blickt auf den Reiter. Sie hält in der rechten Hand einen Siegeskranz, und in der linken Hand einen Palmzweig. Sie geht dem Kaiser voraus und reicht ihm den Kranz zurück. Die Nike ist mit einer ärmellosen Tunika und einem über den linken Arm geworfenen Mantel bekleidet. Am rechten Oberarm trägt sie ein Armilla und im Haar ein Diadem.
Der dem Reiter folgende bartlose Leibwächter ist ähnlich, aber weniger prächtig als der Kaiser gekleidet. Er ist mit einem Schild und einem Speer bewaffnet. Der Rand seines Schildes ist mit einem Ornament verziert, in der Mitte befindet sich ein großes Christusmonogramm. Unter den Hufen des Pferdes liegt der Schild eines besiegten Feindes.  Die Schale trägt keine Inschrift.

## Deutung
Der Kaiser wurde 1929 von Leonid Matzulewitsch als Constantius II. identifiziert, eine  Deutung, die seither weitgehend anerkannt ist. Die Darstellung eines siegreichen, reitenden Kaisers kann darauf hinweisen, dass das Stück als Largitionsschale nach einer kriegerischen Auseinandersetzung verschenkt worden ist. Der Anlass könnte der Sieg des Constantius über die Sarmaten an der Donau im Jahr 358 gewesen sein.